# Gran Premio Ciudad de Eibar
Le Gran Premio Ciudad de Eibar (en français : Grand Prix de la ville d'Eibar) est une course cycliste féminine espagnole créée en 2020, disputée autour de la ville d'Eibar. La première édition est annulée et devait faire partie du calendrier UCI en catégorie 1.2. 

## Palmarès
| Année | Vainqueur            | Deuxième             | Troisième            |                  |
| ----- | -------------------- | -------------------- | -------------------- | ---------------- |
| 2018  | Sara Martín          | Cristina Martínez    | Ainara Elbusto       |                  |
| 2019  | Lorena Llamas        | Paula Patiño         | Lourdes Oyarbide     |                  |
| 2020  | annulé/abandonné     | annulé/abandonné     | annulé/abandonné     | annulé/abandonné |
| 2021  | Anna van der Breggen | Annemiek van Vleuten | Elisa Longo Borghini |                  |
| 2022  | Olivia Baril         | Ane Santesteban      | Mavi García          |                  |
| 2023  | Olivia Baril         | Sheyla Gutiérrez     | Julia Biryukova      |                  |
| 2024  | Yurani Blanco        | Usoa Ostolaza        | Henrietta Christie   |                  |
| 2025  |                      |                      |                      |                  |